# Josip Pavčič
Josip Pavčič, slovenski skladatelj, * 18. julij 1870, Velike Lašče, † 24. september 1949, Ljubljana.

## Življenjepis
Izhajal je iz glasbene družine. Njegov oče Jožef je bil kot nadučitelj v Laščah organist, skladatelj in zborovodja. Po končani gimnaziji v Kranju ga je pot vodila na moško učiteljišče v Ljubljano. V Ljubljani se je šolal pri Antonu Nedvĕdu. 
Leta 1898 se je poročil s hčerko dvornega svetnika Šuflaja, ki pa ni bil zadovoljen s poroko svoje hčerke, saj je vzela za moža navadnega učitelja, medtem ko je ona bila višjega stanu. Zato mu je Šuflaj svetoval, naj gre študirati na Dunaj. To je Josip Pavčič storil in opravil leta 1901 državni izpit iz petja in klavirja pa na Dunaju, kjer so bili njegovi učitelji: za klavir W. Dorr, profesor dunajskega konservatorija za orgle dr. Hausleitner, za harmonijo in kontrapunkt Wolf, za glasbeno zgodovino Dietz, za solopetje dvorna operna pevka M. Kupferbergerjeva in pozneje v Ljubljani Matej Hubad. Leta 1905 se mu je rodil prav tako muzikalen sin Jože. 
Po vrnitvi v Ljubljano je služboval na osnovni šoli Ledina in Vadnica, kjer se je 1926 upokojil. Bil je zelo spoštovan, dobil je naziv profesor, poleg glasbe je bil tudi profesor pedagogike. Takoj ob prihodu iz Dunaja se je priključil Glasbeni matici Ljubljana, kjer je učil klavir in kontrapunkt. Vsak večer so se matičarji dobivali v gostilni pri Sokolu na Mestnem trgu, saj je bil lastnik Hubadov bratranec, tako da so imeli vsak večer svojo sobo v prvem nadstropju. Josip naj bi zabaval celo družbo, saj je bil prijeten človek, poln humorja.
Poleg učenja na osnovni šoli ter delovanja pri Glasbeni matici je tudi poučeval klavir otroke znanih ljubljanskih družin. Eden njegovih najboljših učencev je bil skladatelj Marijan Lipovšek. Pavčič je bil izredno marljiv, tako da je družini omogočil udobno življenje.
20. decembra 1925 je kot zaslužen profesor prejel red svete Save. Svojo glasbeno dejavnost je zaključil leta 1940, tik pred vojno. 18. oktobra tega leta so mu priredili Pavčičev večer.
V zadnjem življenjskem obdobju je zbolel za preganjavico, bil je prepričan, da mu hoče nova komunistična vlada storiti zlo. Bolezen in slab sluh sta bila zanj usodna: na Tržaški cesti v Ljubljani ga je 24. septembra leta 1949 do smrti povozil tramvaj.
Josip Pavčič je že zgodaj začel delovati tudi kot skladatelj. Že v zadnjih letih učiteljišča je zložil več pesmi. Kot nadučitelj v Laščah je prirejal koncerte, vodil velik zbor in se udejstvoval kot organist. Njegovo delovanje je bilo mnogostransko: bil je skladatelj in za tiste čase zelo iskan učitelj klavirja, komponist pedagoške literature, napisal je tudi nekaj kritik in članek o igranju na klavir. Pavčič je komponiral v poznoromantičnem slogu, kateremu je ostal zvest, njegove skladbe so povečini prikupne miniature za klavir, zbore, pisal je samospeve. Ti so posebno priljubljeni, saj jih odlikuje čut za melodično linijo in izdelana, tehnično dovršena klavirska spremljava. Vse te značilnosti se izrazito kažejo v pesmih iz niza »Ciciban«, na besedilo Otona Župančiča. Svoja dela je objavljal v slovenskih glasbenih publikacijah.